# Plac Bankowy w Warszawie

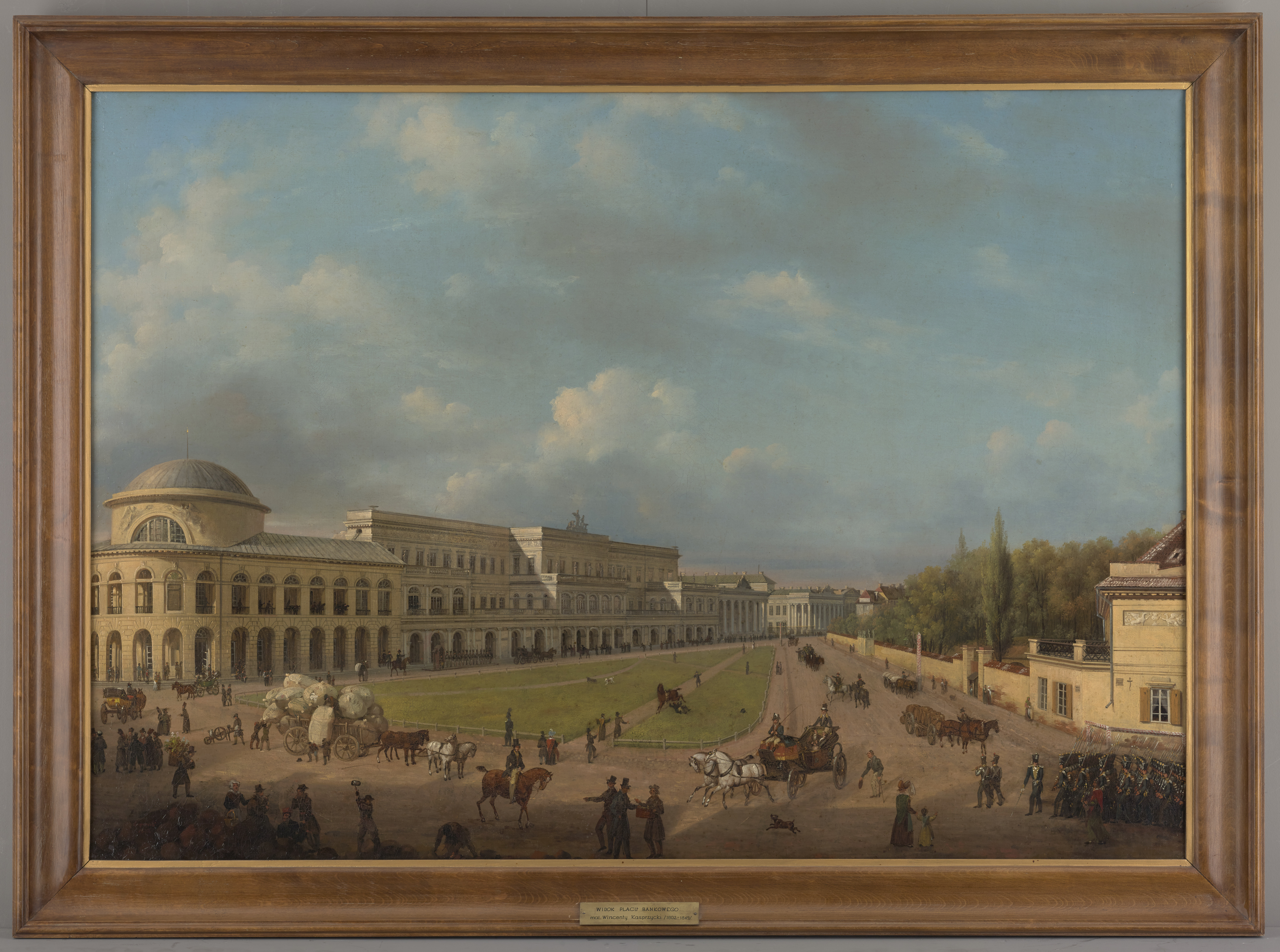
Plac Bankowy w 1833 na obrazie Wincentego Kasprzyckiego

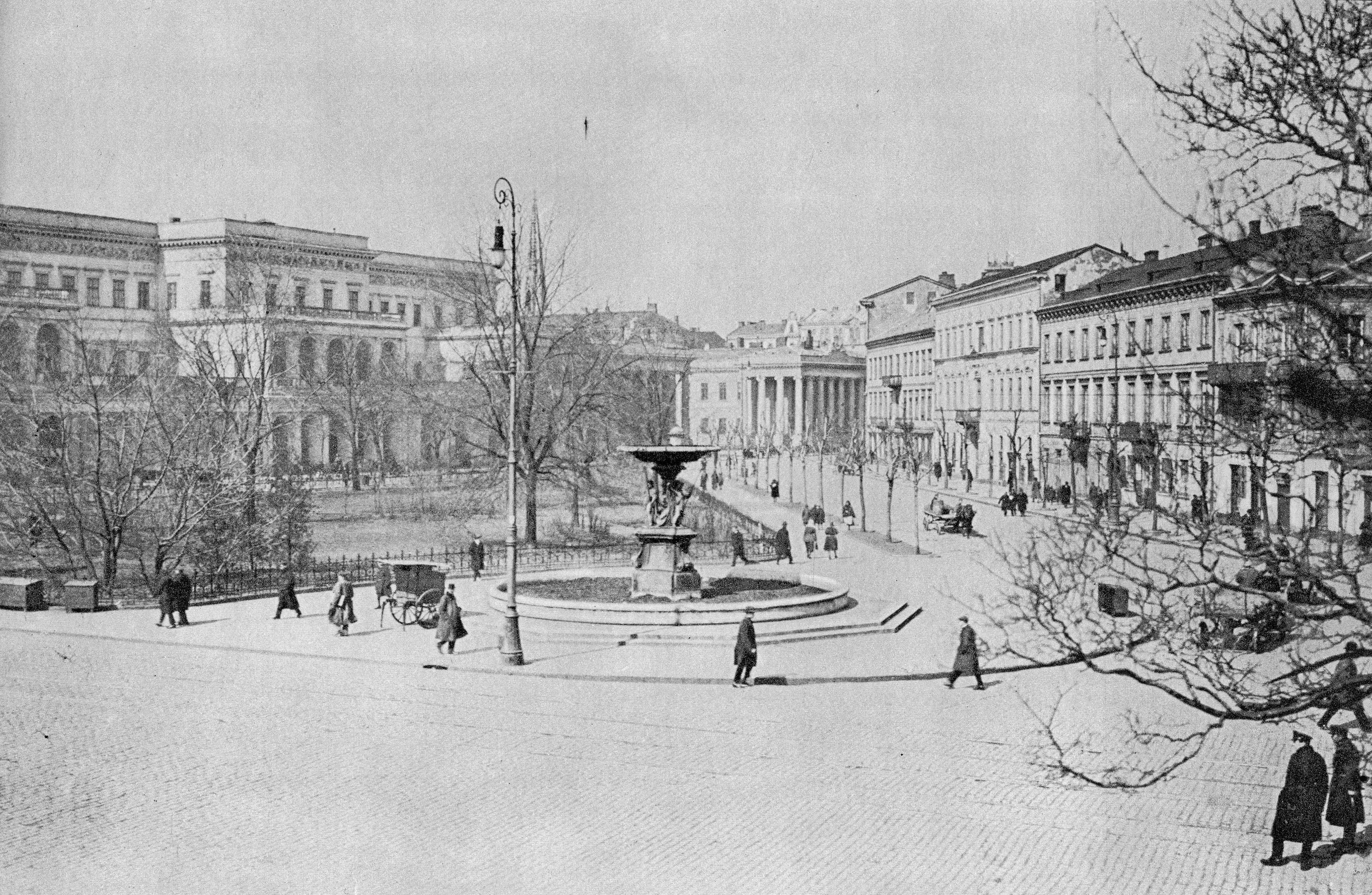
Plac Bankowy przed 1939, po prawej nieistniejąca ul. Rymarska, w środku fontanna z 1866

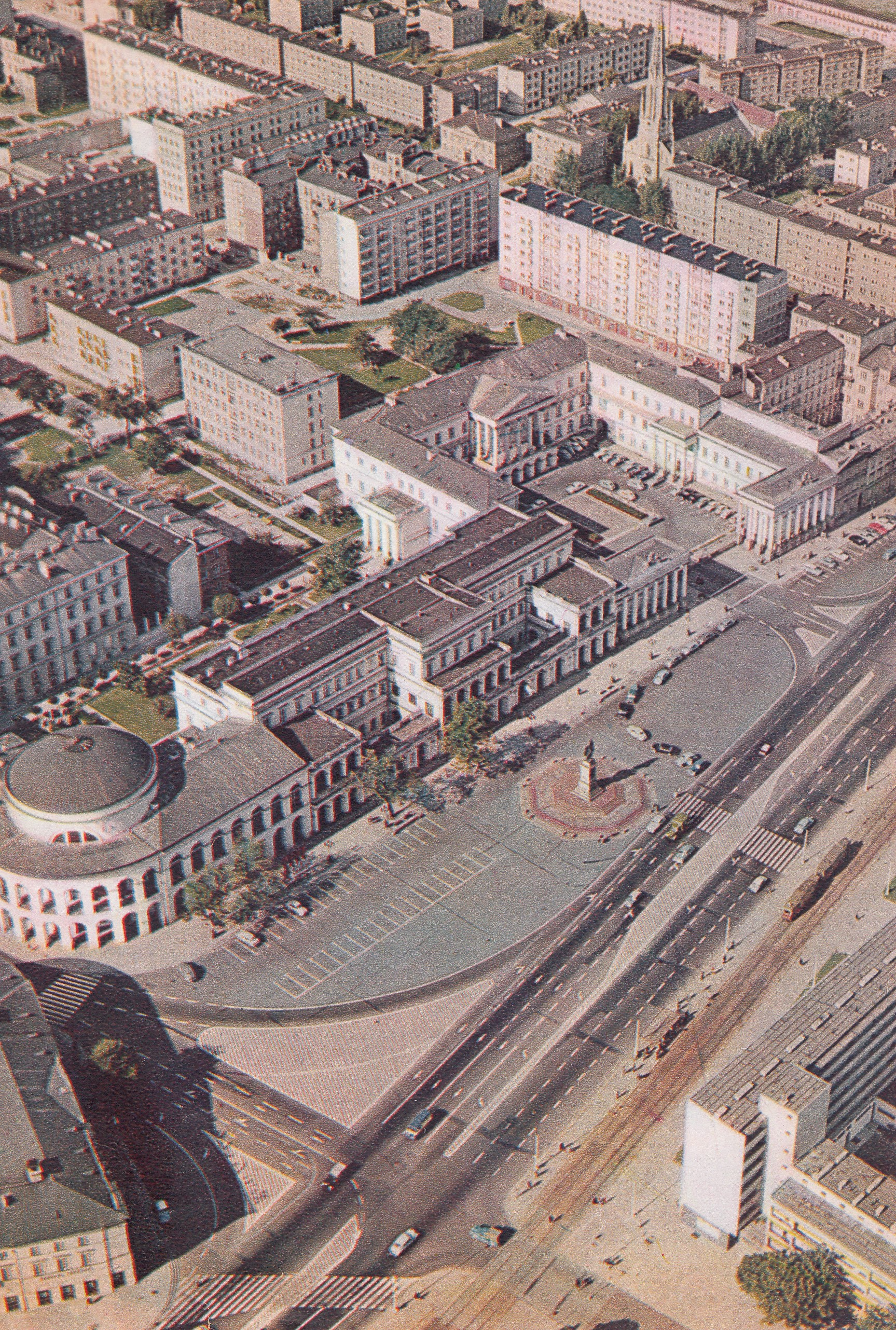
Plac w latach 60. XX wieku, na nim pomnik Feliksa Dzierżyńskiego

Plac Bankowy – zabytkowy plac w dzielnicy Śródmieście w Warszawie, położony pomiędzy aleją „Solidarności” a wylotami ulic Senatorskiej i Elektoralnej.

## Historia
Plac powstał w 1825 w miejscu dziedzińca pałacu Ogińskich w związku z budową w miejscu istniejących pałaców Leszczyńskich i Ogińskich trzech monumentalnych gmachów zaprojektowanych przez Antonia Corazziego: pałacu Komisji Rządowej Przychodów i Skarbu, pałacu Ministra Skarbu oraz gmachu Giełdy i Banku Polskiego.
Plac pierwotnie miał trójkątny kształt, który nadała mu biegnąca po skosie nieistniejąca obecnie ulica Rymarska. Pośrodku placu znajdował się skwer, na którym w 1910 ustawiono przeniesioną z Krakowskiego Przedmieścia – w związku z budową pomnika Adama Mickiewicza – fontannę z 1866.
Zabudowa placu ucierpiała podczas obrony Warszawy we wrześniu 1939.
W czasie okupacji niemieckiej, wykorzystując zniszczenia w czasie obrony Warszawy w 1939, w tym zwłaszcza zniszczenie i rozbiórkę oficyn pałacu Błękitnego, dokończono projekt przebicia do placu przez Ogród Saski ulicy Marszałkowskiej.
Po 1945 odbudowano monumentalne gmachy rządowe wzniesione w dobie Królestwa Polskiego, położone w zachodniej pierzei placu. Zlikwidowano natomiast ulicę Rymarską i rozebrano budynki znajdujące się po wschodniej stronie placu. Został on w ten sposób poszerzony i uzyskał kształt prostokąta.
W latach 1946–1947 przebito w kierunku północnym ulicę Marcelego Nowotki (obecnie ul. gen. Władysława Andersa) i położono na niej tory tramwajowe. Północną pierzeję placu wyznaczyła oddana do użytku w 1949 Trasa W-Z. Wszystkie trzy zniszczone gmachy Corazziego zostały odbudowane, a częściowo zrekonstruowana w latach 1947–1950 kamienica Kosseckiej znajdująca się w południowej pierzei placu została zaadaptowana na hotel Saski. Fontanna została przeniesiona na skwer przed kinem „Muranów”.
21 lipca 1951 przed pałacem Ministra Skarbu Bolesław Bierut odsłonił pomnik Feliksa Dzierżyńskiego dłuta Zbigniewa Dunajewskiego. Był to pierwszy w stolicy monument działacza ruchu rewolucyjnego. Wcześniej, 17 lipca lub 19 lipca, Prezydium Stołecznej Rady Narodowej zmieniło nazwę placu na plac Feliksa Dzierżyńskiego. Zmiana nazwy została zatwierdzona uchwałą Rady Narodowej m.st. Warszawy z dnia 24 sierpnia 1951. Nowa nazwa upamiętniała wygłoszenie przez Feliksa Dzierżyńskiego w 1905 przemówienia do zgromadzonych na placu robotników. Nieopodal, w dawnym gmachu Giełdy, otwarto Muzeum Historii Polskiego Ruchu Rewolucyjnego.
W latach 1976–1991 po wschodniej stronie placu, w miejscu nieodbudowanej Wielkiej Synagogi, wzniesiono Błękitny Wieżowiec, przed którym w 1993 został odsłonięty pomnik Stefana Starzyńskiego.
W listopadzie 1989 pomnik Feliksa Dzierżyńskiego został zburzony. W tym samym miesiącu, na mocy uchwały Rady Narodowej m.st. Warszawy z dnia 16 listopada 1989, przywrócono historyczną nazwę placu.
W 2001 w pobliżu miejsca, w którym znajdował się monument Dzierżyńskiego, odsłonięto pomnik Juliusza Słowackiego, który w latach 1829–1831 pracował w pałacu Komisji Rządowej Przychodów i Skarbu.
W 2023 roku przez zachodnią część placu przeprowadzono drogę dla rowerów oraz posadzono dwa szpalery drzew. W 2025 roku przy pomniku Juliusza Słowackiego urządzono skwer.

## Ważniejsze obiekty
- Pałac Komisji Rządowej Przychodów i Skarbu
- Pałac Ministra Skarbu
- Błękitny Wieżowiec
- Pomnik Juliusza Słowackiego
- Pomnik Stefana Starzyńskiego
- Gmach Giełdy i Banku Polskiego
- Stacja metra Ratusz Arsenał